# 랜디 키슬러
랜디 키슬러(Randy Keisler, 1976년 2월 24일 ~ )는 전 대만 프로 야구 퉁이 세븐일레븐 라이온즈의 투수이다.

## 미국 프로 야구 시절
2000년 뉴욕 양키스에 드래프트되었으나 2001년에 방출되어 샌디에이고 파드리스로 이적한다.

## 대만 프로야구 시절
2013년 통이 세븐일레븐 라이언스서 활약한다.

## 대한민국 독립 야구 시절
2012년 대한민국 최초의 독립 야구단 고양 원더스에 영입되어 독립 야구단 4호 용병 선수가 되었다.